# توموکا کوروکاوا
توموکا کوروکاوا (انگلیسی: Tomoka Kurokawa؛ زادهٔ ۱ اوت ۱۹۸۹) بازیگر، و بازیگر سینما اهل ژاپن است.